# Promotor Racing
Das Team Promotor Racing (auch Ducati Promotor) wurde 1993 von Alfred Inzinger (Promotor Rennsport Management AG) als Motorradsport-Rennteam gegründet. Sämtliche Meisterschaften wurden auf Ducati-Motorrädern gefahren.

## Geschichte
1994 nahm es mit dem Österreicher Andreas Meklau an der Superbike-Weltmeisterschaft teil. Im folgenden Jahr fuhren Meklau und der Australier Troy Corser für das Team. Corser wurde hinter dem Ducati-Werksfahrer Carl Fogarty Vize-Weltmeister. Mike Hale fuhr auf Honda für Promotor Rennsport. Bei der Superbike-Weltmeisterschaft 1996 gewann Troy Corser auf einer Ducati 916 den WM-Titel für das Promotor-Team.
Zu den Fahrern des Teams gehörten in diesem Jahr erneut auch Andreas Meklau und Mike Hale. Mit dem Wechsel von Corser in die Motorrad-Weltmeisterschaft 1997 beendete das Team sein Rennsportengagement.

## Fahrer
- Andreas Meklau
- Troy Corser
- Mike Hale